# 福留大士
福留 大士(ふくどめ ひろし、1976年3月25日 - )は、日本の実業家。株式会社チェンジホールディングスの創業者、代表取締役。八面六臂株式会社、社外取締役。株式会社ホープ、社外取締役。

## 経歴
鹿児島県日置市出身。1994年、れいめい高等学校を卒業。1998年、中央大学法学部法律学科を卒業。1999年4月、アンダーセンコンサルティング（現アクセンチュア）に入社。2001年、独立。2001年9月、神保コンサルティングオフィスに参画。2002年8月、福留経営研究所を設立・代表に就任。 2003年4月10日、株式会社チェンジ（現チェンジホールディングス）創業メンバー・代表取締役COOに就任。2012年12月4日、第46回衆院選鹿児島県第3区より、日本維新の会から出馬。2015年12月、代表取締役兼執行役員社長 Research & Developmentユニット長に就任。 2016年9月27日、東証マザーズに上場。2017年10月、代表取締役兼執行役員社長に就任。2018年9月27日、東証一部に上場。11月30日、トラストバンクを子会社化。12月、八面六臂株式会社、社外取締役に就任。2019年1月30日、Public（公共）とTechnology（技術）を掛け合わせた「パブリテック事業」を立ち上げ、ふるさと納税に関わるシステムの効率化を中心に地方公共団体の業務改善に注力。2月13日、Boxの業務利用における導入支援サービス及びBox連携ソリューションを提供開始。3月18日、【エアロネクスト】が【チェンジ】とドローンサービスプラットフォームDaaSの開発とドローン・エコシステムの構築に向け業務提携。9月2日、『デジタル人材育成サービス総合パッケージ』を展開。10月8日、AI（人工知能）を用いた高業績社員の発掘・離職防止のためのアナリティクスサービスの共同開発開始。2023年ホープ取締役。

### 動画
- チェンジ福留大士社長／約2年振りの登場！トラストバンク社をM&A後の答え合わせ!?(1/3) - YouTube
- チェンジ福留大士社長／地方創生!様々な課題をDXなどデジタルで解決する!(2/3) - YouTube
- チェンジ福留大士社長／今年最後のOA！中期経営計画と共に2020年の締めくくり!!(3/3) - YouTube